# 余裕教室
余裕教室（よゆうきょうしつ）は、少子化により児童数が減少し、学級数が減少し、将来にわたっても空き教室と見込まれる教室のことを言う。文部科学省では、余裕教室を「将来とも恒久的に余裕となると見込まれる普通教室」と定義して、その実態を1993年から毎年その増加数を統計し、余裕教室を学校の中での利用にとどまらず、地域の社会教育施設、児童・社会福祉のためのスペースとして活用することを推奨している。1993年から2005年までの13年間で、余裕教室の総数は126,866教室あり、さまざまな用途に活用して、なお余裕として残っているものは2006年5月の時点で、2,523教室ある。

## 活用の用途
余裕教室とともに学校施設の不要になったものとして廃校校舎があるが、それと合せて主要な活用形態として、以下のようなものがある。
- 公民館
- 郷土資料館
- 自然体験施設
- 老人福祉施設
- 生涯学習センター
- 放課後学童クラブ